# Stazione di Selci Lama
La stazione di Selci Lama è una stazione ferroviaria della Ferrovia Centrale Umbra. Serve il centro abitato di Selci Lama, frazione del comune di San Giustino. La stazione è gestita da Rete Ferroviaria Italiana.

## Strutture e impianti
La stazione conta 2 binari.

## Servizi
- Sala d'attesa